# Faustball-Europameisterschaft 2014
| 19. Europameisterschaft 2014         | 19. Europameisterschaft 2014 |
| Männer                               | Männer                       |
| ------------------------------------ | ---------------------------- |
| Anzahl Nationen                      | 6                            |
| Europameister                        | Deutschland                  |
| Gastgeber                            | Schweiz                      |
| Stadt                                | Olten                        |
| Eröffnung                            | 29. August 2014              |
| Endspiel                             | 31. August 2014              |
| Verband                              | IFA                          |
| Anzahl Spiele                        | 13                           |
| \| ← 18. EM 2012 \| 20. EM 2016 → \| |                              |
| ← 18. EM 2012                        | 20. EM 2016 →                |

Die Faustball-Europameisterschaft 2014 wurde vom 29. August bis zum 31. August in Olten ausgetragen.

## Austragungsort
Die Faustball-Europameisterschaft wurde im Stadion Kleinholz ausgetragen. Die Organisation und Durchführung der Spiele oblag dem Sportverein Olten.

## Teilnehmer
Wie schon zwei Jahre zuvor in Schweinfurt nahmen sechs Nationen an den Europameisterschaften teil.
| - Deutschland - Italien - Österreich | - Schweiz - Serbien - Tschechien |

## Turniermodus
Insgesamt traten sechs Nationen an, in der Vorrunde spielten jeweils zwei Dreiergruppen jeder gegen jeden. Die beiden Gruppensieger stiegen direkt ins Halbfinale auf, die Zweit- und Drittplatzierten spielten im Viertelfinale um die restlichen Halbfinalplätze. Die Sieger aus den beiden Halbfinalspielen spielten das Finale untereinander aus, die Verlierer das Spiel um Platz drei und vier. Die Verlierer der Viertelfinalspiele spielten ein Spiel um die Plätze fünf und sechs aus.

## Spielplan
| Gruppe A    | Gruppe B   |
| ----------- | ---------- |
| Schweiz     | Italien    |
| Österreich  | Tschechien |
| Deutschland | Serbien    |

### Gruppenspiele

#### Gruppe A
| Fr., 29. August 2014 |           |             |   |             |                                     |
| 2                    | 14:45 Uhr | Deutschland | – | Österreich  | 3:2 (11:13, 11:7, 7:11, 11:8, 11:7) |
| 4                    | 17:15 Uhr | Schweiz     | – | Deutschland | 1:3 (7:11, 12:10, 8:11, 5:11)       |
| Sa., 30. August 2014 |           |             |   |             |                                     |
| 5                    | 10:15 Uhr | Schweiz     | – | Österreich  | 0:3 (8:11, 6:11, 9:11)              |

| Pl. | Team        | Sp. | Sätze | Ballverh. | Pkt. |
| --- | ----------- | --- | ----- | --------- | ---- |
| 1   | Deutschland | 2   | 6:3   | 94:78     | 4    |
| 2   | Österreich  | 2   | 5:3   | 79:74     | 2    |
| 3   | Schweiz     | 2   | 1:6   | 55:76     | 0    |

#### Gruppe B
| Fr., 29. August 2014 |           |            |   |            |                                    |
| 1                    | 13:30 Uhr | Tschechien | – | Serbien    | 0:3 (7:11, 11:13, 14:15)           |
| 3                    | 16:00 Uhr | Italien    | – | Serbien    | 3:0 (11:4, 11:3, 11:4)             |
| Sa., 30. August 2014 |           |            |   |            |                                    |
| 6                    | 11:30 Uhr | Italien    | – | Tschechien | 3:2 (11:9, 9:11, 6:11, 11:7, 11:3) |

| Pl. | Team       | Sp. | Sätze | Ballverh. | Pkt. |
| --- | ---------- | --- | ----- | --------- | ---- |
| 1   | Italien    | 2   | 6:2   | 81:52     | 4    |
| 2   | Serbien    | 2   | 3:3   | 50:65     | 2    |
| 3   | Tschechien | 2   | 2:6   | 73:87     | 0    |

### Viertelfinale
| Sa., 30. August 2014 |           |            |   |            |                        |
| 7                    | 13:45 Uhr | Schweiz    | – | Serbien    | 3:0 (11:2, 11:6, 11:1) |
| 8                    | 15:00 Uhr | Österreich | – | Tschechien | 3:0 (11:2, 11:6, 11:5) |

### Halbfinale
| Sa., 30. August 2014 |           |             |   |            |                         |
| 9                    | 16:15 Uhr | Deutschland | – | Italien    | 3:0 (11:9, 11:6, 12:10) |
| 10                   | 17:30 Uhr | Schweiz     | – | Österreich | 3:0 (11:8, 11:9, 11:8)  |

### Platzierungsspiele

#### Spiel um Platz fünf und sechs
| So., 31. August 2014, 10:15 Uhr |         |   |            |                              |
| 11                              | Serbien | – | Tschechien | 1:3 (7:11, 11:8, 5:11, 9:11) |

#### Spiel um Platz drei und vier
| So., 31. August 2014, 12:00 Uhr |         |   |            |                              |
| 12                              | Italien | – | Österreich | 0:4 (8:11, 6:11, 5:11, 3:11) |

#### Finale
| So., 31. August 2014, 14:00 Uhr |             |   |         |                                                  |
| 13                              | Deutschland | – | Schweiz | 4:3 (11:13, 11:7, 11:13, 8:11, 11:7, 11:5, 11:5) |

## Endergebnis
| Platz | Land        |
| ----- | ----------- |
| 1.    | Deutschland |
| 2.    | Schweiz     |
| 3.    | Österreich  |
| 4.    | Italien     |
| 5.    | Tschechien  |
| 6.    | Serbien     |